# Love Isn’t Easy (But It Sure Is Hard Enough)
«Love Isn’t Easy (But It Sure Is Hard Enough)» — песня шведской группы ABBA, ставшая четвёртым и последним синглом с их дебютного альбома Ring Ring в странах Скандинавии (но, как ни странно, не в Швеции, где сингл не был выпущен).

## История
Песня была написана Бенни Андерссоном и Бьорном Ульвеусом, в записи принимал участие студийный инженер Майкл Третов. Второй стороной послужила песня «I Am Just a Girl».

## Список композиций
1. «Love Isn’t Easy (But It Sure Is Hard Enough)»
2. «I Am Just a Girl»

## Позиции в чартах
Весьма ограниченный релиз сингла не позволил ему попасть в топ-10 ведущих европейских чартов, хотя в некоторых странах он и достиг средней популярности; так, шведский радиочарт Tio i topp отдал ему 3-ю позицию.